# Xã Marion, Quận Sanilac, Michigan
Xã Marion (tiếng Anh: Marion Township) là một xã thuộc quận Sanilac, tiểu bang Michigan, Hoa Kỳ. Năm 2010, dân số của xã này là 1.659 người.